# Ракша Бандан
Ракша Бандан е празник, който се празнува в Индия на последния ден в Индуския лунен календар, когато има пълнолуние, в месец Шравана. Обикновено се пада през месец Август. Това е празник между братята и сестрите, чиято цел е сближаването и утвърждаване на свещената връзка между роднини. Празнува се не само в Индия, но и в Непал и други места по Индийския субконтинент.
На този ден сестрите закачат на ръцете на братята си гривна – Ракхи, която е изработена от усукани червени и златисти конци, символ на празника. Сестрата се моли за благоденствието и здравето на брат си и поставя Тилака на челото им – червен прах, носен от представителите на Индуизма. Когато гривната е поставена на ръката, братът е поел отговорността да пази и закриля сестра си. В замяна, той я дарява с подаръци. След ритуала взаимно се хранят с лакомства. Според традицията гривната трябва да бъде направена предварително, но днес те се продават по сергиите в деня на празника. Ритуалът може да се извърши и между некръвни роднини. Случва се и по-малките братя да закачат гривни на по-големите си сестри, като значението остава едно и също-честването на любовта и предаността между роднини.
Тъй като традицията повелява когато булката се омъжи, родителите ѝ да не я посещават в новия ѝ дом, тя отива при тях за празника.

## Значение
На Хинди думата „Ракша“ означава „защита“, а „Бандан“ символизира глагола „връзвам“. За това роднините си връзват Ракхи. Празникът символизира задължението, което носят братята към сестрите си – да ги подкрепят и защитават безусловно.

## История
Корените на този празник датират още от 16 век. Една легенда за кралица Рани Карнавати разказва, че при нейното управление, областта Раджастан е била застрашена от нападение от страна на войските от Гуджарат. Кралицата търси помощ от съседния император Хумайун, като му изпраща Ракхи в знак на молбата си. Той се съгласява да ѝ помогне с врага, като изпраща войски и след това събитие двамата са обединени духовно като брат и сестра.